# Jerzy Wronowski
Jerzy Wronowski (ur. 16 czerwca 1908 w Łodzi, zm. 1944 w Warszawie) – polski malarz, reprezentant sztuki awangardowej lat 20. i 30. XX wieku.
Jego ojcem był pracownik kredytowy ziemski w Warszawie, Aleksander, a matką Helena z Albinów. Od 1920 roku mieszkał w Kaliszu, gdzie ukończył Szkołę Handlową. W 1932 ukończył studia na Wydziale Malarstwa Dekoracyjnego w Szkole Sztuk Zdobniczych i Przemysłu Artystycznego w Poznaniu. W 1934 brał udział w pracach zespołu wykonującego polichromię dla kościoła w Turku. Pracami tymi kierował Józef Mehoffer.
Był członkiem Grupy Artystów Wielkopolskich Plastyka. W 1938 roku wystawiał swe obrazy na dorocznym salonie Zachęty w Warszawie. Za obraz Autoportret otrzymał wówczas Nagrodę Funduszu Kultury Narodowej. W tymże roku wykonał polichromie w prezbiterium kościoła Św. Doroty w Opatówku. W maju 1939 roku brał udział w wystawie Grupy Artystów Wielkopolskich Plastyka w warszawskiej Zachęcie.
W czasie wojny został wysiedlony z Kalisza i zamieszkał w Krakowie. W latach 1942 – 1943 był więziony na zamku w Lublinie. Zginął w powstaniu warszawskim.